# Object Pascal
Az Object Pascal a Pascal továbbfejlesztéseként létrejött objektumorientált programozási nyelv, illetve e programozási nyelv különféle dialektusainak összefoglaló neve. Leginkább a Delphi fejlesztőkörnyezet elsődleges nyelveként vált ismertté, amely nyelvi változatot Delphi programozási nyelvként is szokás nevezni.

## Történet
Az Object Pascal kialakulása során több dialektusról is beszélhetünk.
Apple
Az Object Pascal fejlesztése az Apple Computernél kezdődött. A fejlesztőcsapat vezetője Larry Tesler volt, konzultánsa a Pascal nyelv megalkotója, Niklaus Wirth. A nyelv a korai Apple modellekben (Apple Lisa) elérhető volt, 1994-ben azonban elvetették, és C++ használatára álltak át.
Borland
1986-ban a Borland állt elő egy szintén Object Pascalnak nevezett változattal, ekkor még Mac és DOS platformra egyaránt. Később a Borland kiadta a Turbo Pascal utódjának szánt Delphit, amelynek nyelveként szolgáló Object Pascal számos, csak erre a platformra jellemző kiegészítéssel rendelkezett, ezt a dialektust szokás Delphi programozási nyelvnek nevezni. A Borlandnál a környezet fő tervezője Anders Hejlsberg volt.
A Delphi fejlesztése 1993-ban kezdődött, és hivatalosan 1995. február 14-én adták ki az Amerikai Egyesült Államokban. A korábbi Object Pascal változatukhoz képest számos változást vezettek be, például a class kulcsszót az object kulcsszó helyett, a create konstruktort a new helyett, a virtuális Destroy destruktort a Dispose eljárás helyett. A bővítés során ugyan figyelemmel követték az ISO ajánlását, de nem tartották be egészen.
A későbbiekben a Delphi dialektus fejlesztése folyamatosan folyt, bevezették például a dinamikus tömböket, a generikusokat és még számos más újítást.

## Változatok
- Borland Delphi (később Codegear)
- Embarcadero Delphi (Az Embarcadero Technologies a Borland Codegear nevű leányvállalatának megvásárlásával vált a Delphi kiadójává[2])
- Oxygene
- Morfik
- Free Pascal
- Lazarus

## „Helló, világ!” programpélda
A klasszikus „Helló, világ!” alkalmazás Delphi nyelven készült objektumorientált változata:
```
 
program
 
HelloWorld
;

 
{$APPTYPE CONSOLE}

 
type

   
THelloWorld
 
=
 
class

     
procedure
 
Put
;

   
end
;

 
var

   
HelloWorld
:
 
THelloWorld
;

 
procedure
 
THelloWorld
.
Put
;

 
begin

   
WriteLn
(
'Hello, World!'
)
;

 
end
;

 
begin

   
HelloWorld
 
:=
 
THelloWorld
.
Create
;

   
try

     
HelloWorld
.
Put
;

   
finally

     
HelloWorld
.
Free
;

   
end
;

 
end
.

```

## Külső hivatkozások
- Delphi Basics: Általános Delphi információk, mintakódok
- Object Pascal útmutató a Free Pascalhoz.
- Object Pascal History